# Lucio Fabio Tusco
Lucio Fabio Tusco (en latín: Lucius Fabius Tuscus) fue un senador romano, que desarrolló su carrera política a finales del siglo I y comienzos del siglo II, bajo los imperios de Domiciano, Nerva y Trajano.

## Orígenes y carrera política
Natural de la Bética, posiblemente de la colonia Ulia (Montemayor, Córdoba, España), miembro de la gens Fabia, su único cargo conocido fuel de cónsul suffectus para el nundinum de julio a agosto de 100.